# Александар Спирковски
Александар Спирковски (Прилеп, 20. јануар 1932 — Београд, 31. март 2011) је био генерал-пуковник Југословенске народне армије.

## Биографија
Рођен је 20. јануара 1932. године у Прилепу (Вардарска бановина) у занатско-трговачкој породици. Детињство и школовање, од основне до гимназије провео је у Прилепу. 1948. године пријављује се на конкурс за питомца Противавионског војног училишта (касније школа за активне официре противавионске артиљерије), а након трогодишњег школовања, распоређен је на дужност командира вода у гарнизону Ниш где је провео осам година, да би 1960. године био премештен у Приштину и постављен на дужност командира противавионске батерије. 1964. године упућен је у школу усавршавања коју завршава 1965. године као први по рангу. У истој години успешно је положио пријемни испит за школовање у Вишој војној академији, где је упућен те године на двогодишње школовање када полаже и испит за чин мајора.
По завршетку Више војне академије, 1967. године постављен је на дужност командира Противавионског-артиљеријског дивизиона у Другој пролетерској пешадијској дивизији, да би само после неколико месеци био постављен на дужност начелника штаба пука, са које дужности је, 1970. године упућен у Ратну школу. По успешном завршетку Ратне школе постављен је за команданта пука, а након четири године на тој дужности, постављен је на дужност начелника штаба Друге пролетерске дивизије. Само седам месеци касније постављен је за команданта Девете далматинске ударне дивизије у Книну на којој дужности остаје скоро пет година. У међувремену, 1980. године полаже испит за чин генерала са одличним успехом и 22. децембра исте године, унапређен је у чин генерала, као један од најмлађих послератних официра. Те године је постављен за команданта Прве пролетерске гардијске механизоване дивизије, којом руководи и командује три године. Као успешан старешина у руковођењу и командовању јединицама, 1983. године постављен је за начелника штаба Друге армије у Нишу, на којој дужности проводи три године, после чега је, 1986. године постављен за команданта Прве београдске армије, а 1989. године за команданта Прве војне области, која је у то време покривала 50% територије СФР Југославије, а на тој територији је живело 52% становништва СФРЈ.
У новембру 1991. године постављен је за подсекретара за кадровска питања у Савезном секретаријату за народну одбрану, на којој дужности остаје до 31. августа 1992. године и са које, после 41 године ефективног радног стажа одлази у старосну пензију. Карактеристично за генерала Александра Спирковског је чињеница да је, од 41 године активног и ефективног стажа, на командним дужностима, од командира вода до команданта армије и армијске области провео 31 годину, што је реткост у официрској каријери и јединствен случај у ЈНА. За успешно руковођење и командовање јединицама увек је оцењиван оценом „нарочито се истиче”, више пута је похваљиван, награђен је плакетом ратне морнарице ЈНА и престижном наградом „22. децембар”. Поред тога, више пута је одликован, од медаље за војне заслуге до ордена Народне армије са ловоровим венцем, а био је први послератни официр ЈНА одликован Орденом братства и јединства који се до тада искључиво додељивало старешинама ЈНА који су били учесници Народно-ослободилачког рата. Генерал Александар Спирковски је у својој каријери два пута превремено унапређен и то у чин потпуковника и у чин генерал-пуковника. Поред чисто војничких дужности, био је веома ангажован и као друштвено-политички радник, а био је и на функцији потпредседника Југословенског спортског друштва Партизан.
После кратке и тешке болести преминуо је 31. марта 2011. године у Београду.